# Martin Huber (Politiker, 1970)

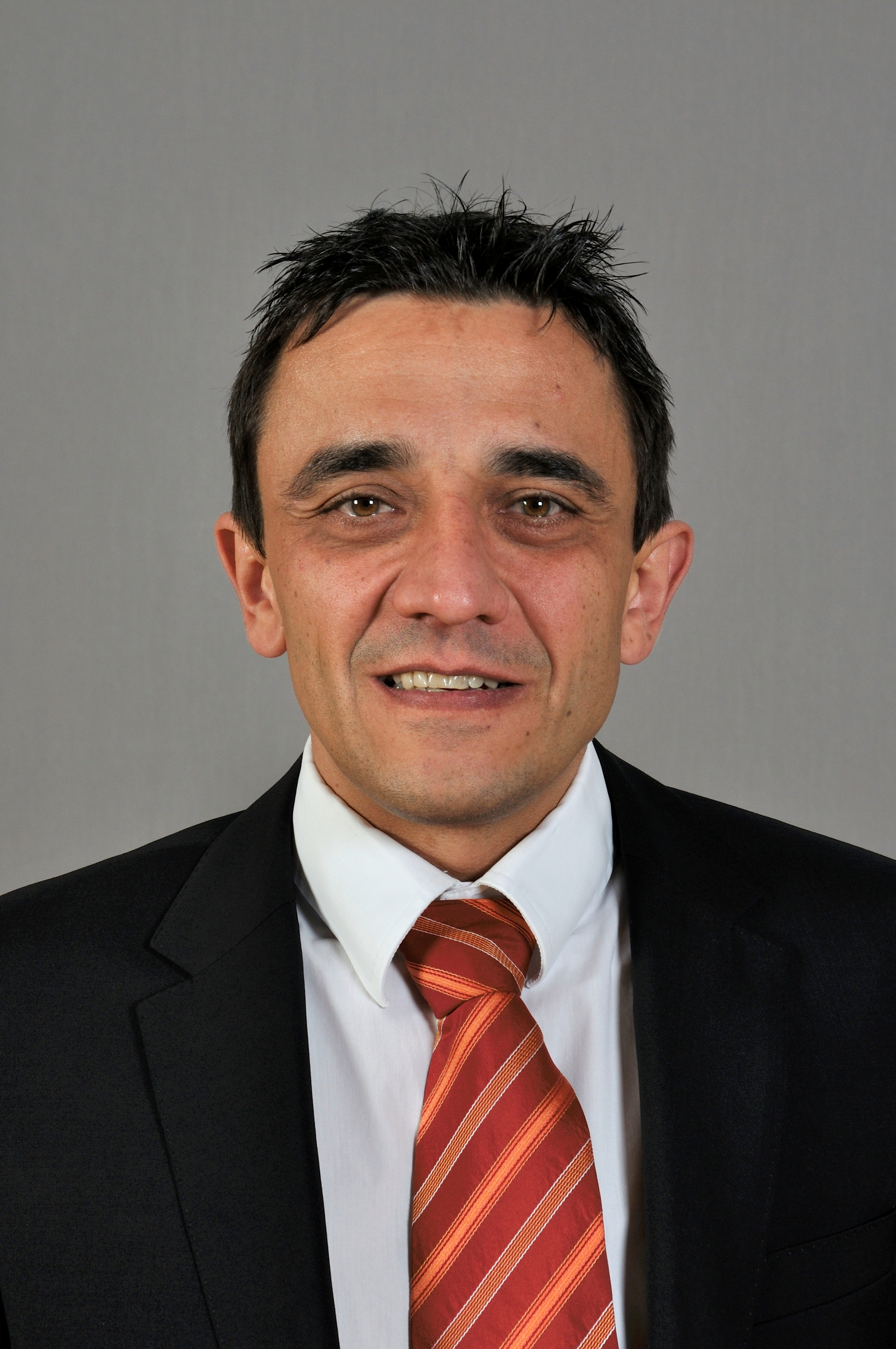
Martin Huber (2013)

Martin Huber (* 15. März 1970 in Amstetten, Niederösterreich) ist ein ehemaliger österreichischer Politiker (bis 2019 FPÖ). Von 2008 bis März 2023 war er Abgeordneter zum Landtag von Niederösterreich. Vom 22. März 2018 bis zur Suspendierung seiner Parteimitgliedschaft durch den Bundesparteiobmann am 21. September 2019 war er Klubobmann der FPÖ im niederösterreichischen Landtag.

## Leben
Martin Huber lebt in Blindenmarkt und ist verheiratet. Er besuchte nach der Volksschule eine Hauptschule und absolvierte im Anschluss das Francisco Josephinum in Wieselburg. Nach der Matura in Wieselburg besuchte Huber ein Kolleg für Kunststofftechnik am TGM Wien und arbeitete ab 1990 in einem  technischen Büro. 1993 übernahm er die technische Leitung in einem Betrieb der Mischfutterindustrie, ab 2003 war er Projektleiter in der Automobiltechnik.

## Politik
Huber wurde 2004 Landesgeschäftsführer der FPÖ Niederösterreich und ist seit 2005 geschäftsführender Gemeinderat in Blindenmarkt. Er hatte ab 2002 die Funktion des Ortsparteiobmanns von Blindenmarkt inne und wurde 2001 Mitglied der Bezirksparteileitung Melk. Ab 2003 war er Bezirksparteiobmann-Stellvertreter der FPÖ im Bezirk Melk, ab 2004 zudem Mitglied der Landesparteileitung, des Landesparteivorstands und des Landesparteipräsidiums. 2005 wurde er als Mitglied in die Bundesparteileitung gewählt. Ab dem 10. April 2008 vertrat Huber die FPÖ im niederösterreichischen Landtag.
Am 1. März 2018 wurde bekannt, dass Martin Huber Gottfried Waldhäusl, der als Landesrat in die niederösterreichische Landesregierung einzieht, in seiner bisherigen Funktion als Klubobmann im niederösterreichischen Landtag nachfolgen wird. Am 22. März 2018, mit der Konstituierung des Landtages der XIX. Gesetzgebungsperiode, trat Huber sein Amt als FPÖ-Klubobmann an.
Am 21. September 2019 wurde Huber vom Parteichef Norbert Hofer aus der FPÖ suspendiert (siehe Strafverfahren wegen Verstoßes gegen das Verbotsgesetz). Huber blieb als fraktionsloser Abgeordneter im Landtag. Ein Parteiausschluss, der zunächst für die erste Sitzung der Bundesparteileitung nach der Nationalratswahl 2019 angekündigt worden war, erfolgte bisher nicht (Stand 6. Jänner 2020). Anfang Jänner 2020 präsentierte Huber seine neue Liste Plan B für den Gemeinderatswahlkampf, der auch weitere ehemalige Mandatare der Blindenmarkter FPÖ angehören.

## Strafverfahren wegen Verstoßes gegen das Verbotsgesetz
Am 20. April 2014, dem 125. Geburtstag von Adolf Hitler, schrieb Huber um 00:14 auf seinem Facebook-Profil: „Herzlichen Glückwunsch an jene, die heute Geburtstag haben“. Norbert Hofer suspendierte ihn am 21. September 2019 aus der FPÖ. Laut einer Presseaussendung der FPÖ habe eine Recherche ergeben, dass Huber an keinem anderen Tag Geburtstagswünsche ausgesprochen habe. Im November 2019 wurde bekannt, dass die Staatsanwaltschaft aufgrund des Postings gegen Huber ermittelt und einen Auslieferungsantrag an den niederösterreichischen Landtag gestellt hat. Dieser musste allerdings nicht zustimmen, da Huber der Verfolgung selbst zustimmte.
Obwohl er den Vorwurf bis zuletzt bestritt, wurde Huber am 19. August 2020 von einem Geschworenengericht mit fünf zu drei Stimmen wegen eines Verstoßes gegen § 3g Verbotsgesetz 1947 schuldig gesprochen und zu zwölf Monaten bedingter Haft verurteilt. Das Urteil ist nicht rechtskräftig, da sein Verteidiger Berufung sowie Nichtigkeitsbeschwerde erhob und die Staatsanwaltschaft keine Erklärung abgab.

## Auszeichnungen
- 2019: Großes Silbernes Ehrenzeichen für Verdienste um die Republik Österreich[12]